# Église Saint-Amand de Saint-Denis-de-Palin
L'église Saint-Amand est une église catholique située sur la commune de Saint-Denis-de-Palin, dans le département du Cher, en France.

## Vocable
Le vocable de Saint-Amand est attesté depuis 1523. Le prieuré voisin, sous le vocable de Saint-Denys fut rattaché à Palin. D'où le nom de Saint-Denis-de-Palin. La dualité de ces deux centres religieux est l'origine de confusion dans les vocables.
Mgr Frédéric-Jérôme de La Rochefoucauld, archevêque de Bourges de 1729 à 1757, a visité le 3 juin 1732 l'église Saint-Amand à Palin.

## Description
L'église paroissiale Saint-Amand est de style roman, construite au XIIe siècle. Quelques belles pierres en calcaire ferrugineux lui donnent sa belle coloration, le toit et le clocher sont recouverts d'ardoise, son chevet en hémicycle est coiffé de tuiles plates. Elle ouvre à l'ouest par un portail roman sous trois voussures en plein cintre. Le chevet plus étroit et plus bas que la nef a conservé deux modillons intéressants.

### Extérieur

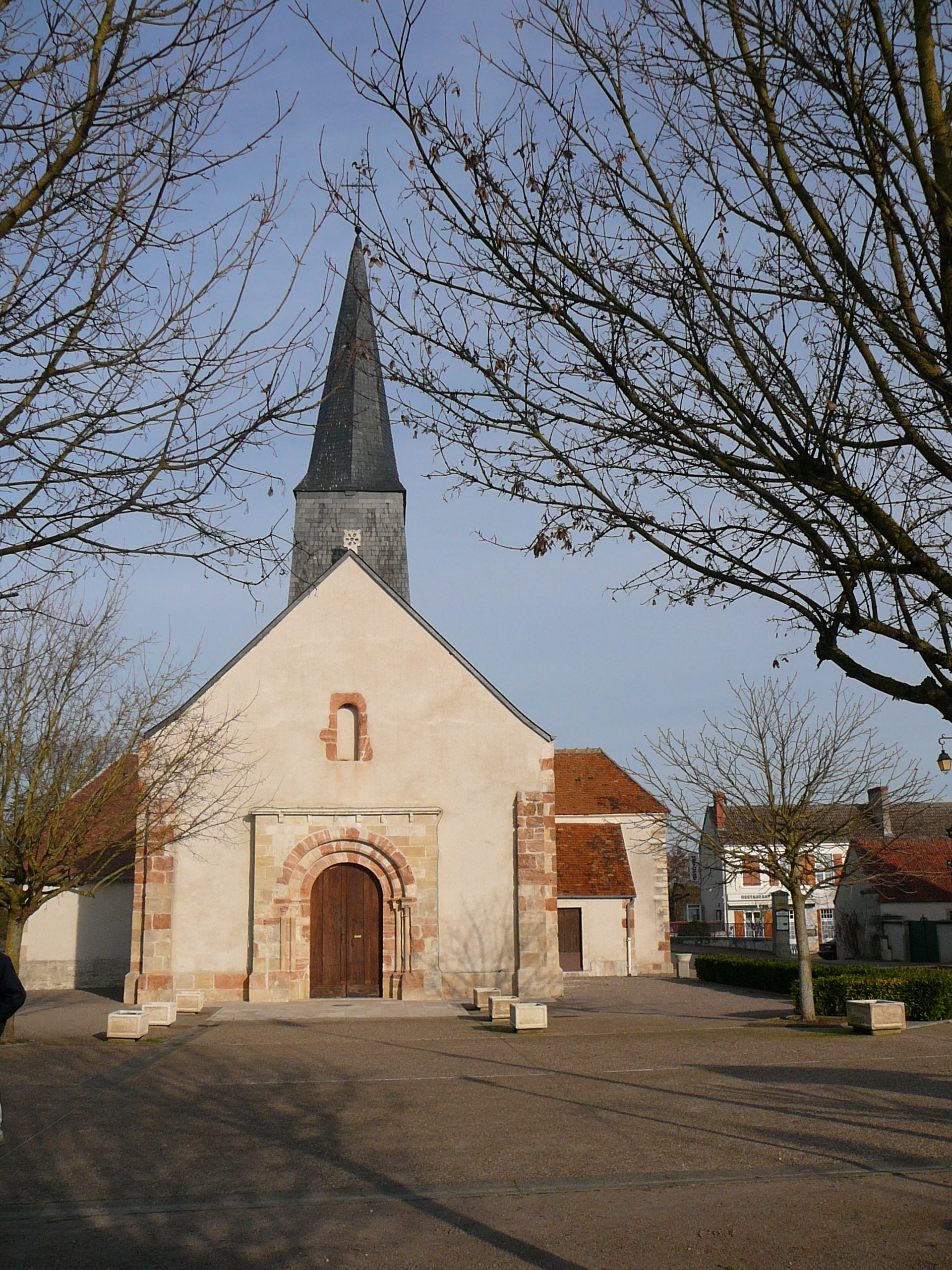
Façade avec clocher
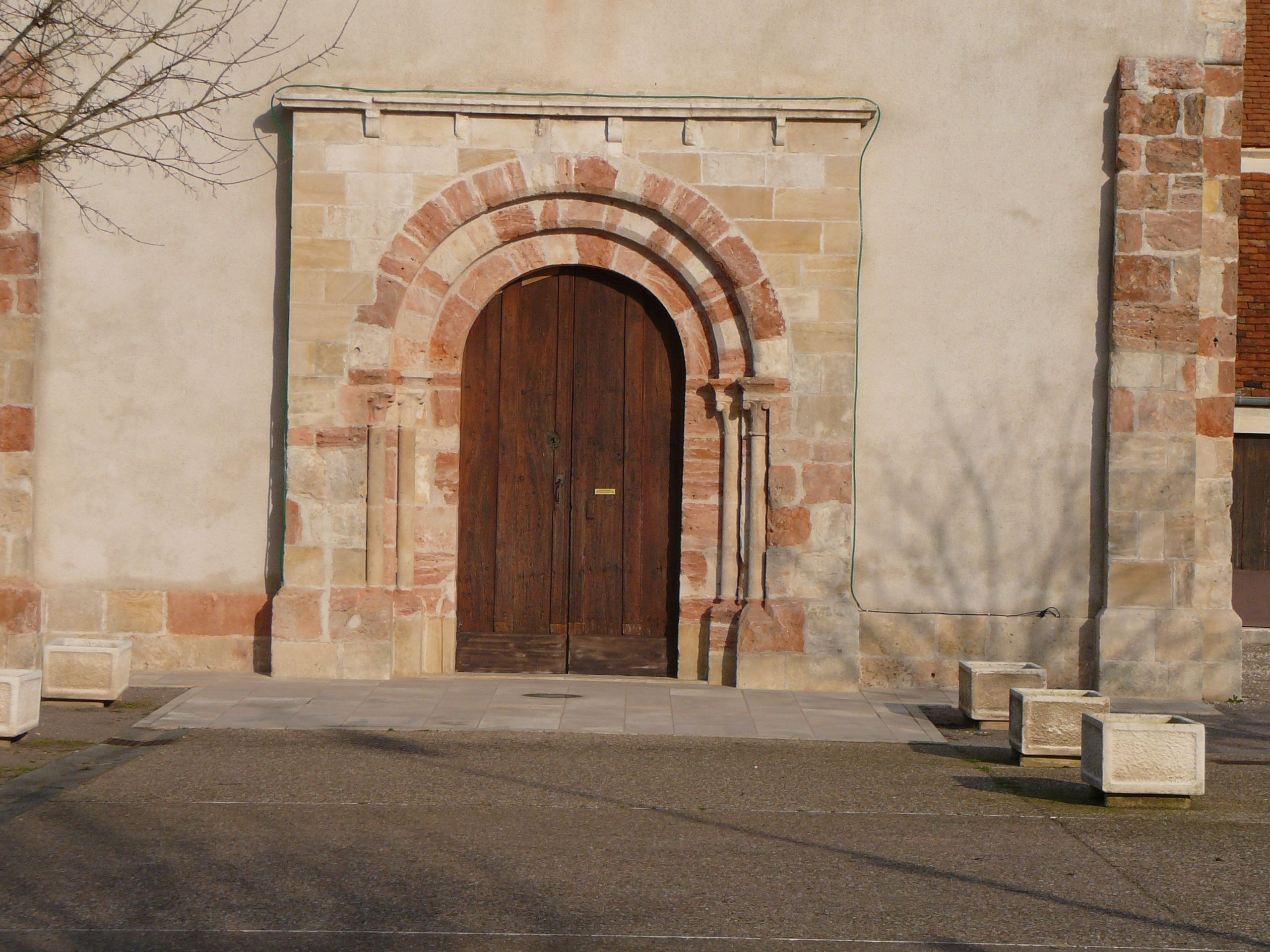
Portail
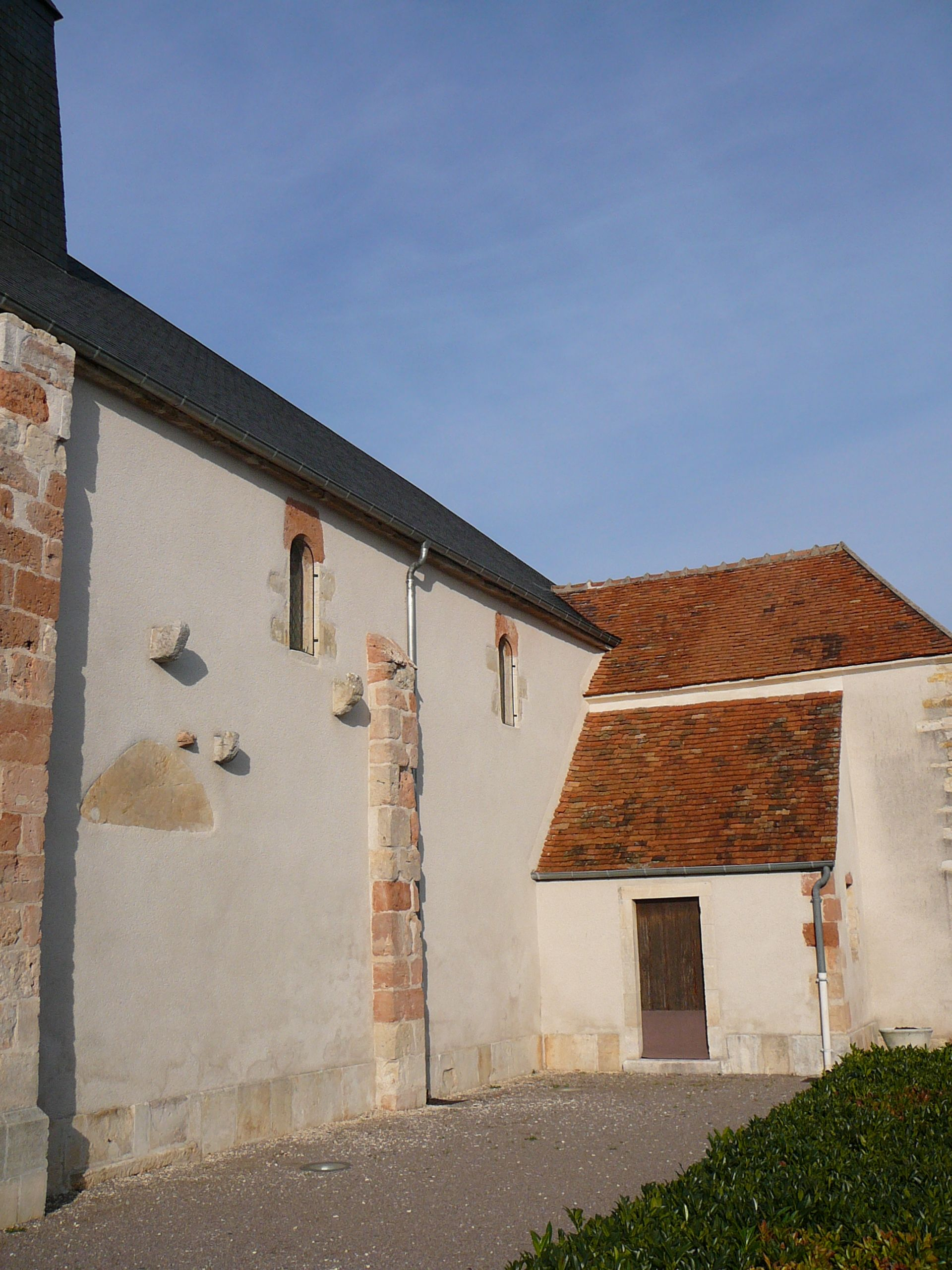
Porte de sortie latérale droite

### Intérieur

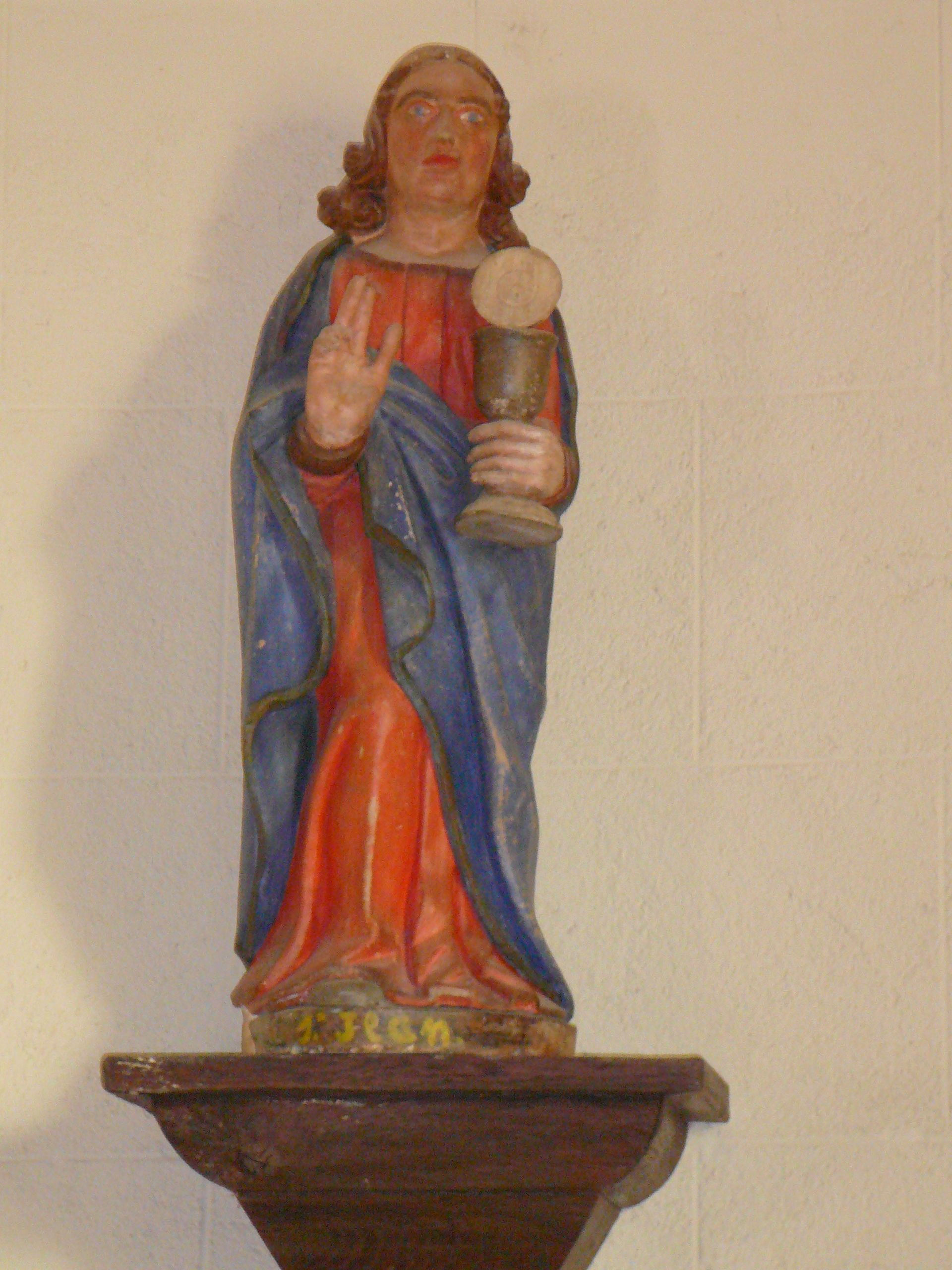
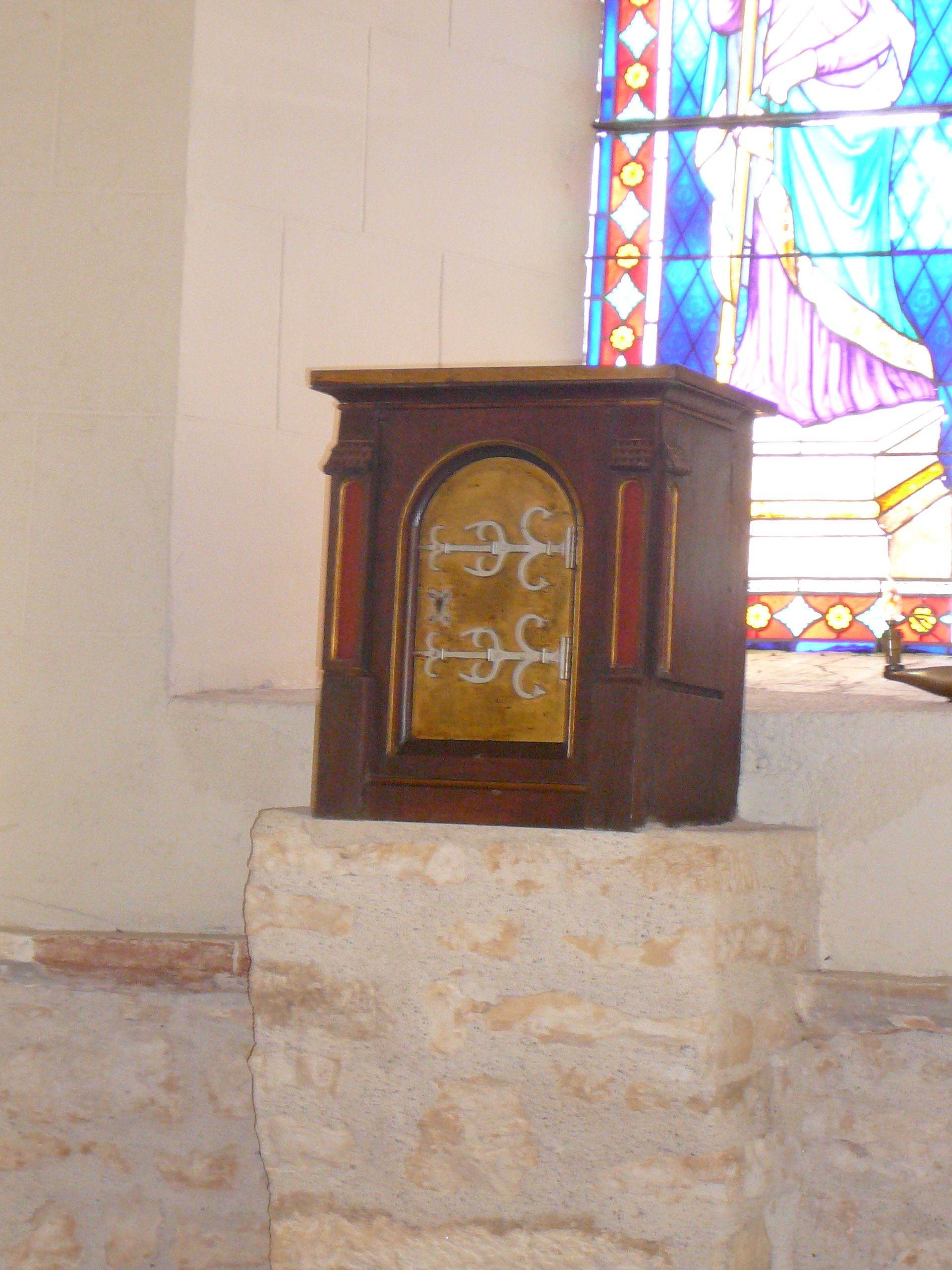
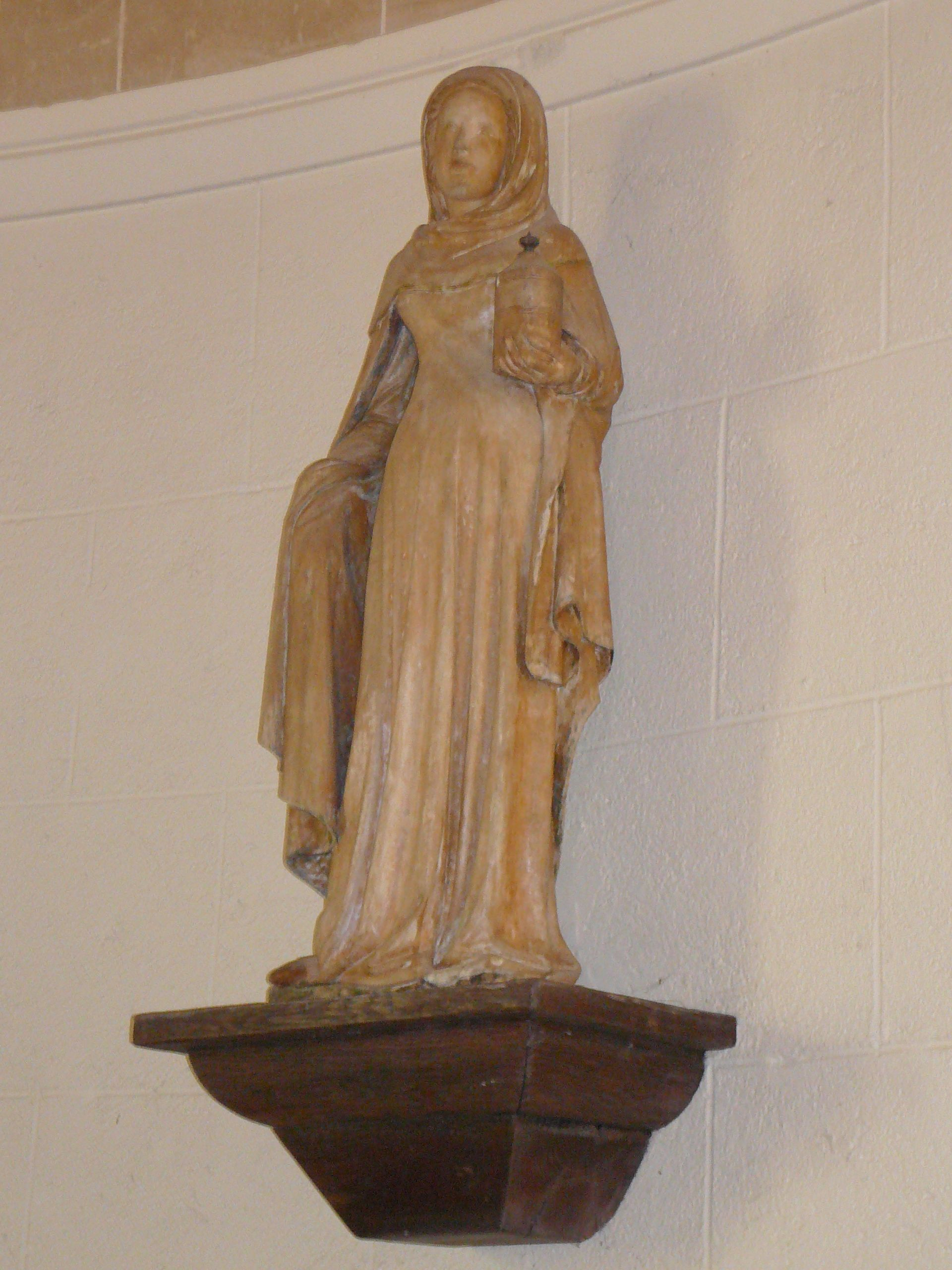

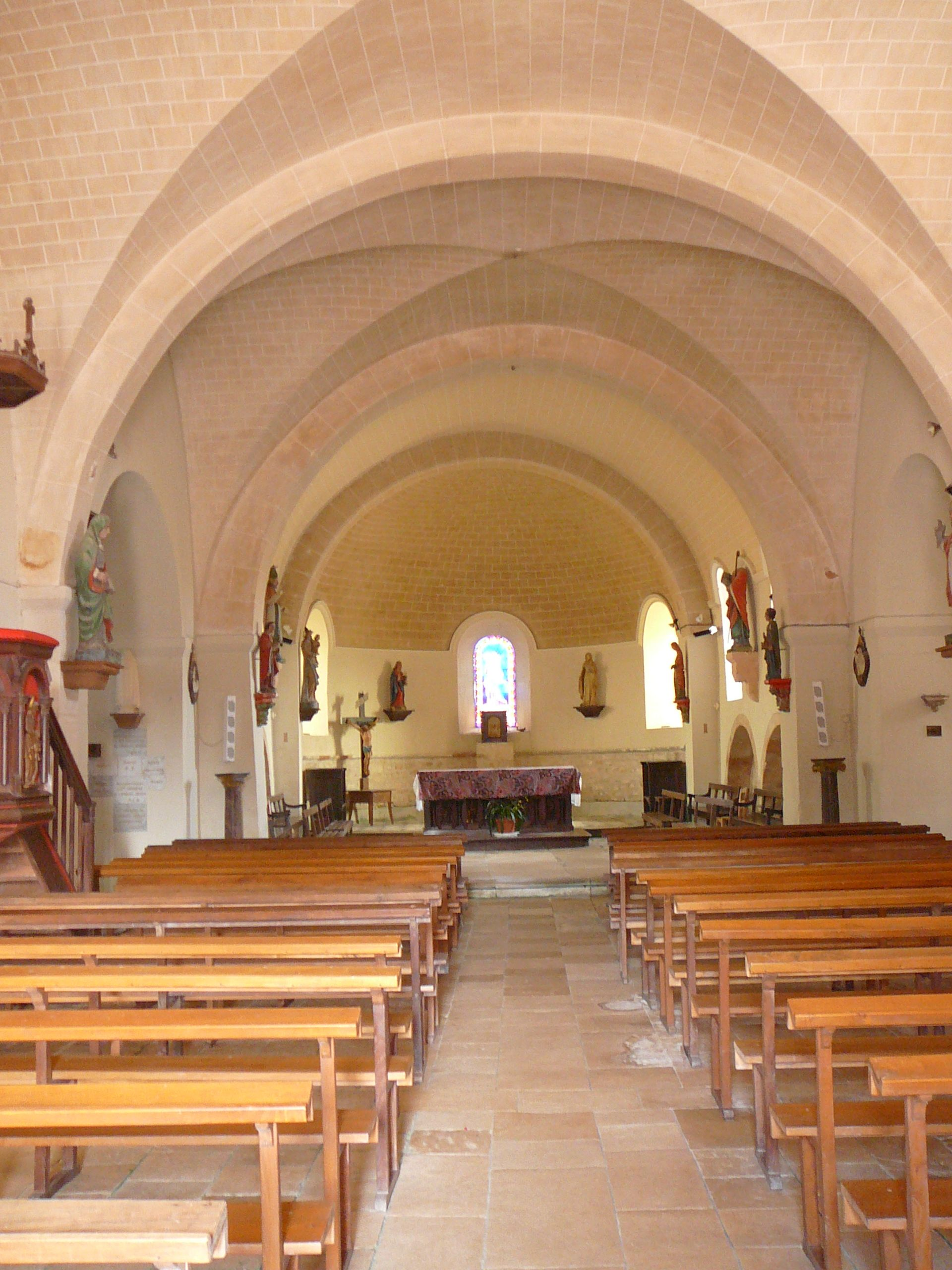
Nef
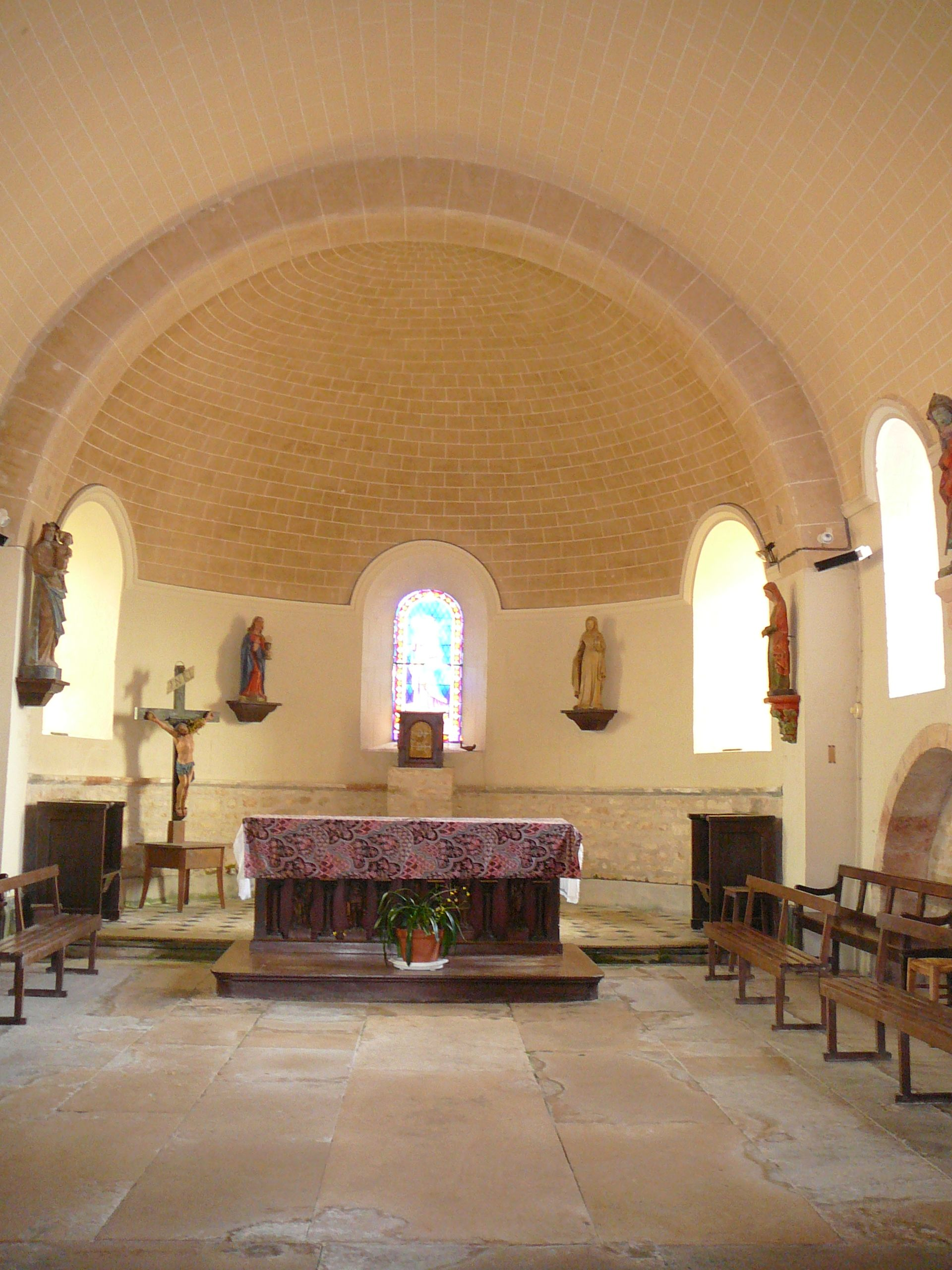
Chœur
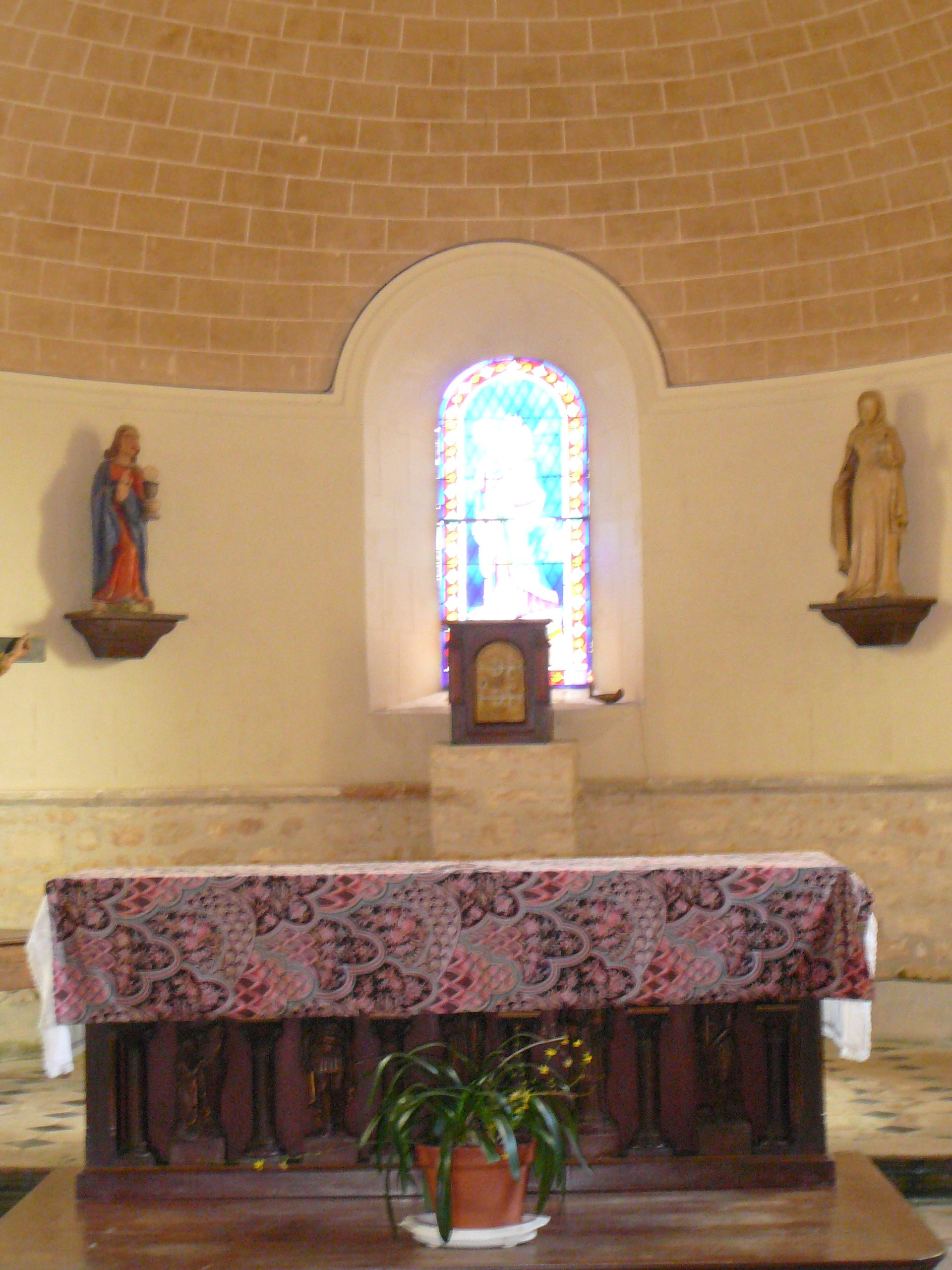
Autel

### Clocher

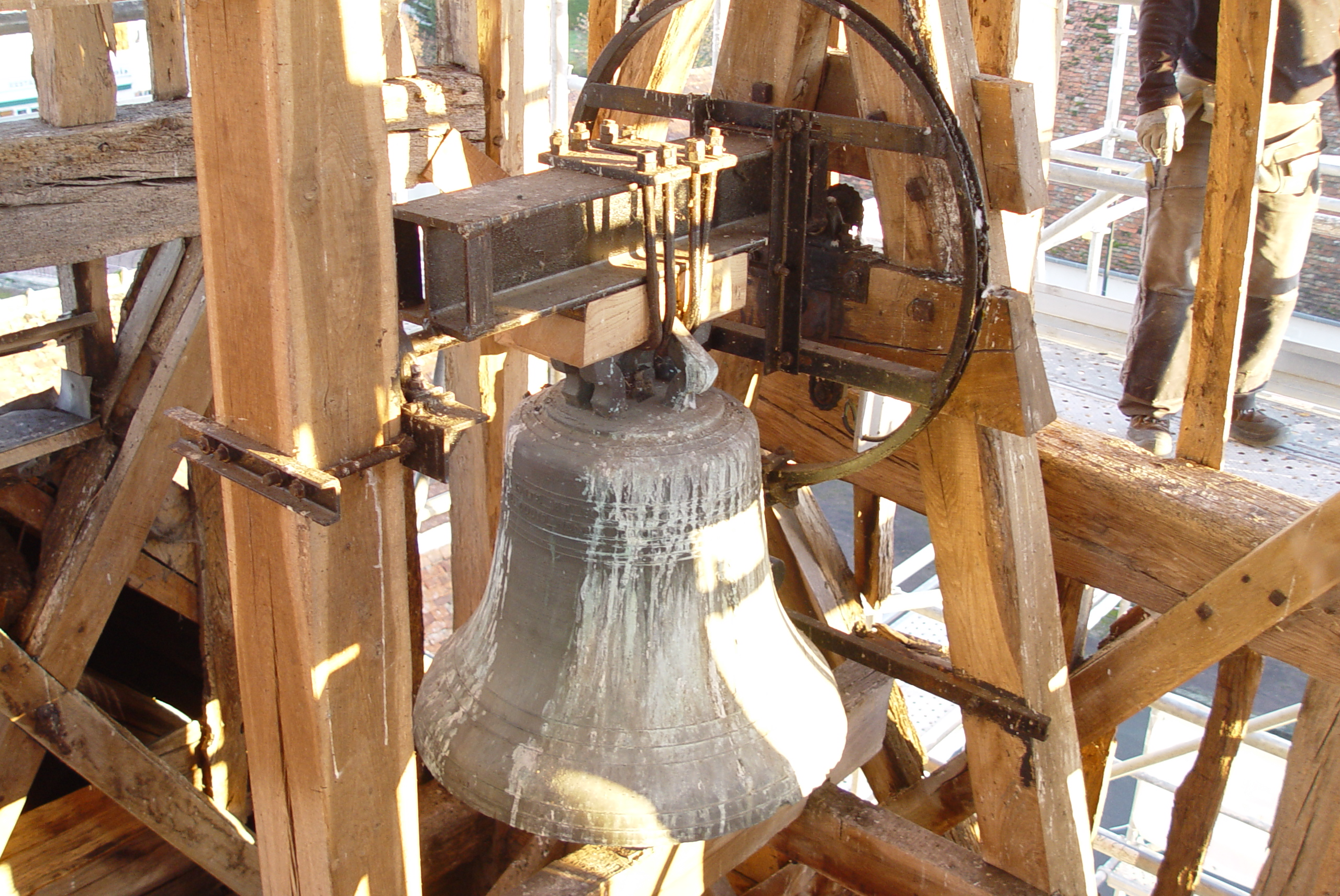
cloche
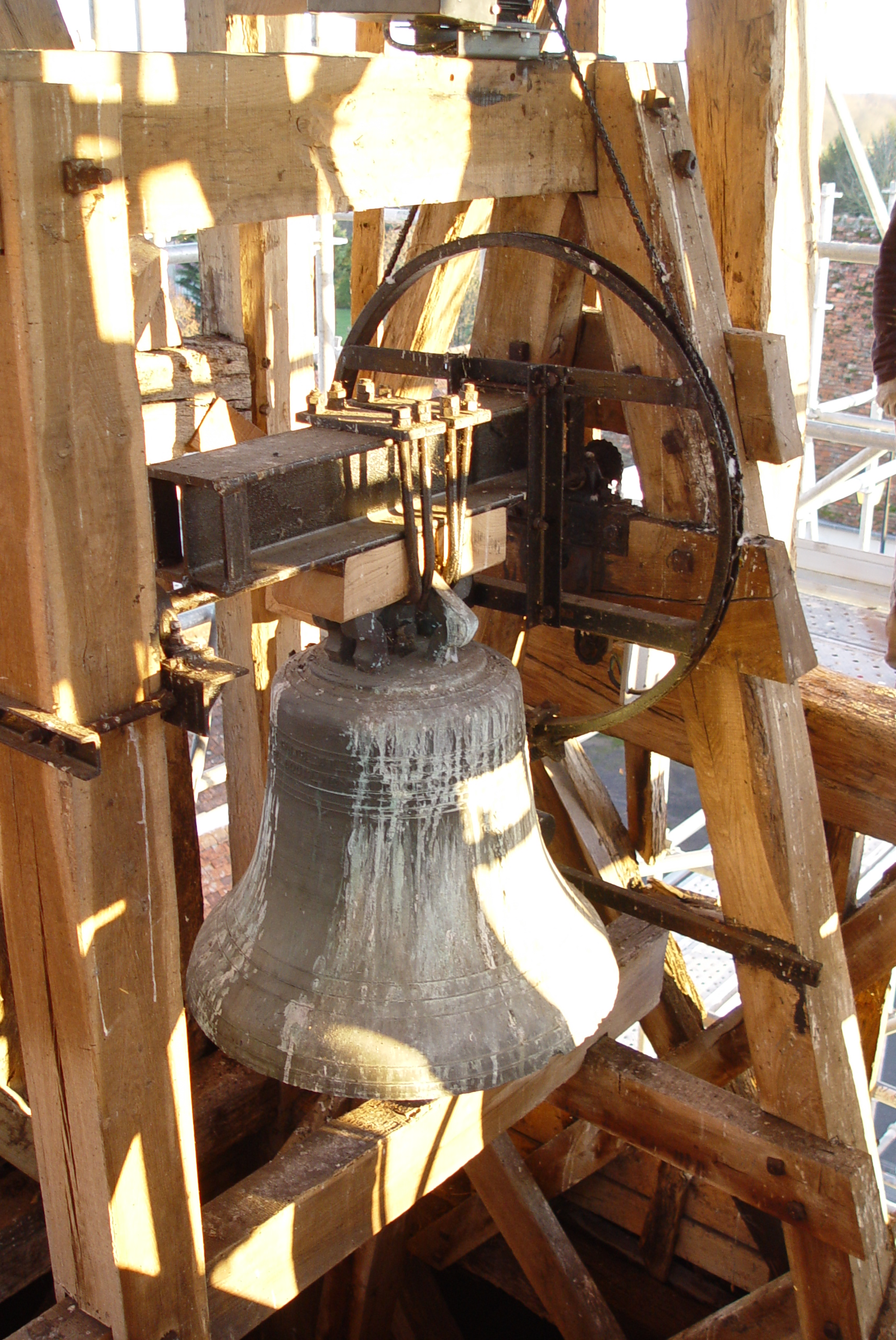
cloche